# Ilex sterrophylla
Ilex sterrophylla är en järneksväxtart som beskrevs av Elmer Drew Merrill och Chun. Ilex sterrophylla ingår i släktet järnekar, och familjen järneksväxter. Inga underarter finns listade i Catalogue of Life.